# Кроу, Рассел
Ра́ссел А́йра Кро́у (англ. Russell Ira Crowe; род. 7 апреля 1964 года, Веллингтон) — австралийский киноактёр и кинорежиссёр родом из Новой Зеландии, который также имеет карьеру в США. Лауреат премий «Оскар» (2001), «Золотой глобус» (2002, 2020), «BAFTA» (2002) и других. Наибольшую известность получил благодаря ролям в таких фильмах и сериалах, как: «Бритоголовые», «Быстрый и мёртвый», «Секреты Лос-Анджелеса», «Свой человек», «Гладиатор», «Доказательство жизни», «Игры разума», «Хозяин морей: На краю земли», «Нокдаун», «Поезд на Юму», «Отверженные», «Ной», «Славные парни», «Мумия» и «Самый громкий голос» (мини-сериал).

## Биография
Родился 7 апреля 1964 года в Веллингтоне (Новая Зеландия) в семье Алекса и Джоселин Кроу, став вторым ребёнком в семье после старшего брата Терри Кроу. Когда Расселу исполнилось 4 года, семья переехала в Сидней. Предки по отцу — выходцы из Уэльса, Шотландии и Скандинавии. Со стороны матери — шотландцы, англичане и маори (прабабушка). В возрасте 5 лет он появился в одном из эпизодов австралийского телесериала «Spyforce», продюсером которого был крёстный отец его матери.
Когда ему было 14 лет, семья снова вернулась в Новую Зеландию, где поселилась в пригороде Окленда. В то время основным её доходом был недорогой ресторан «Летающий кувшин», где семья Рассела были одними из совладельцев. Чтобы иметь возможность финансово помогать семье, Рассел бросил школу. В середине 1980-х он был участником музыкального коллектива Russ Le Roc, название которого повторяло его сценический псевдоним. Позднее Кроу организовал полностью новую рок-группу Roman Antix, которая практически полным составом перешла в рок-группу 30 Odd Foot of Grunts, существовавшую в период с 1991 по 2005 год. После распада группы будущий любимец Ридли Скотта начал сольную карьеру. В 21 год он уехал в Австралию, намереваясь поступить в Национальный институт драматического искусства (англ. National Institute of Dramatic Art) в Сиднее. Однако впоследствии он отказался от этой идеи. Позднее Кроу вспоминал, что в институте ему посоветовали не тратить зря время.

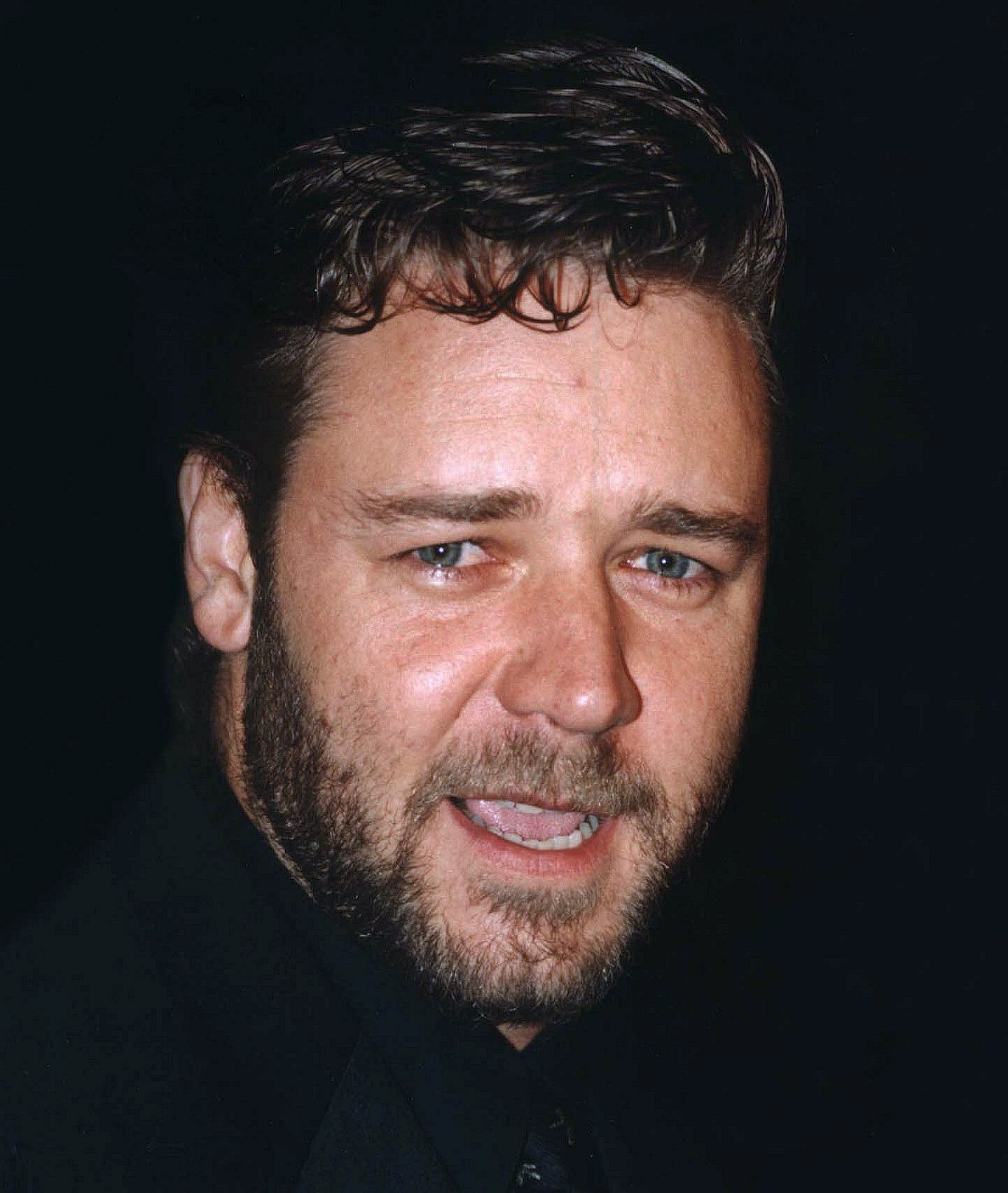
Рассел Кроу на премьере фильма «Свой человек» в 1999 году

После появления в нескольких сериалах в 1990 году Кроу получил первую роль в кино в фильме «Перекрёсток». В 1992 году на экран вышел фильм «Бритоголовые», за роль в котором актёр был награждён национальной кинопремией.
Позже стал получать приглашения от режиссёров из Голливуда — «Быстрый и мёртвый» (1995), «Виртуозность» (1995), «Секреты Лос-Анджелеса» (1997). Кроу получил две номинации на «Оскар»: за роль в картине «Свой человек» (1999) и воплощение математика Джона Нэша в фильме Рона Ховарда «Игры разума» (2001). Между ними он получил «Оскар» за роль полководца Максимуса в историческом фильме «Гладиатор» (2000).
Рассел Кроу большой поклонник регби. Он является совладельцем регбилиг-клуба «Саут Сидней Рэббитоуз», одного из старейших в Австралии.
12 мая 2010 года в прокат вышел фильм «Робин Гуд» с его участием, а 18 ноября вышел новый фильм «Три дня на побег», в котором актёр играет главную роль.

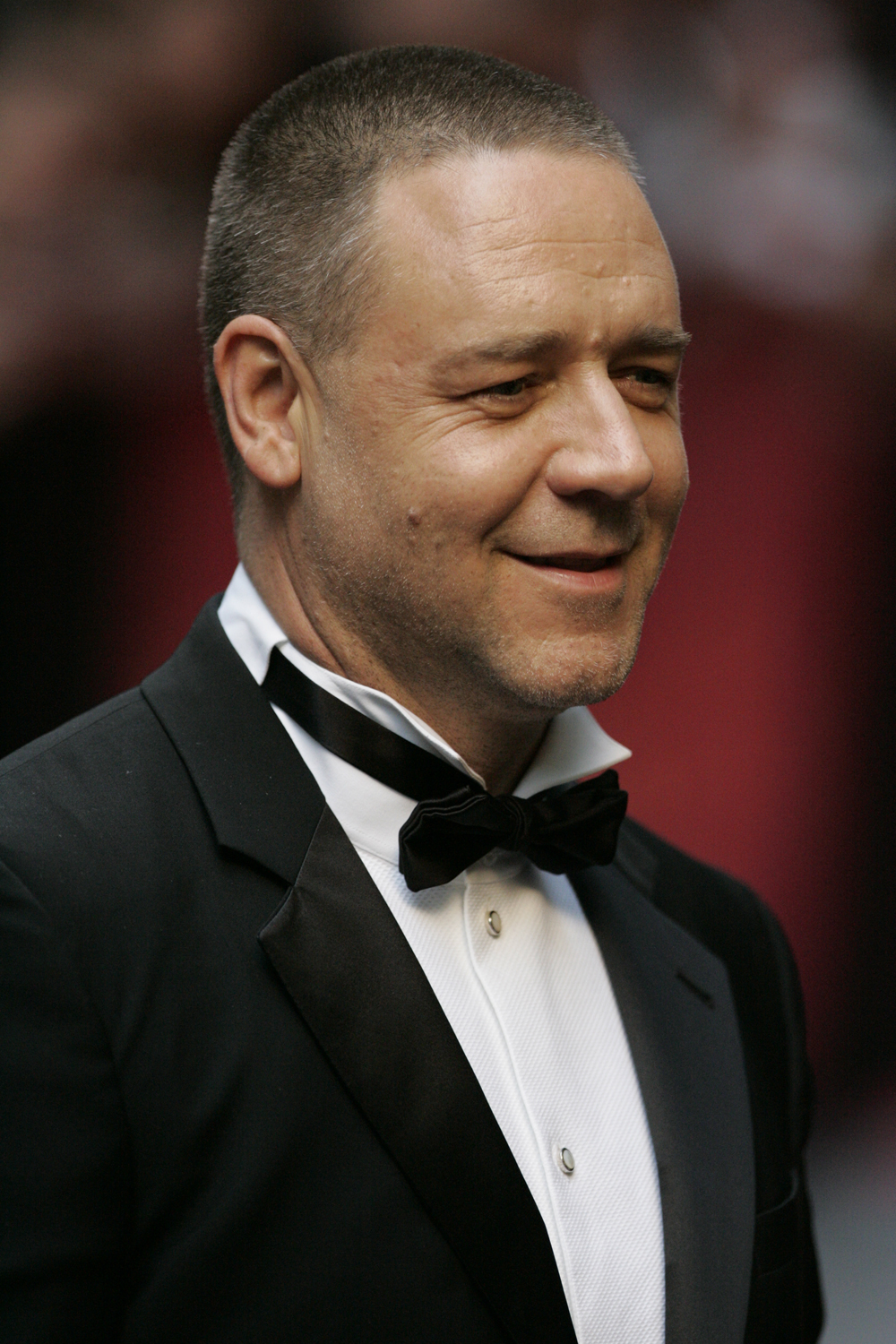
Кроу на красной дорожке премьеры фильма «Отверженные» в Сиднее, 2012 год

5 декабря 2012 года свет увидел фильм «Отверженные» — экранизация одноимённого мюзикла. Кроу исполнил роль инспектора французской полиции Жавера.
10 марта 2014 года вышел в прокат фильм «Ной» — плод сотрудничества режиссёра Даррена Аронофски и Кроу. В экранизации библейского сюжета о единственном праведном человеке на Земле австралийский актёр сыграл главную роль.
В том же году актёр впервые попробовал свои силы в режиссуре — сняв фильм «Искатель воды», в котором также сыграл главную роль — австралийского фермера Коннора. Фильм вышел в прокат 11 декабря 2014 года и, несмотря на сдержанную критику, не окупился в прокате.
1 октября 2015 года в прокате появилась драма «Отцы и дочери», рассказывающая о непростой жизни писателя Джейка Дэвиса и его дочери, пытающихся справиться с потерей жены и матери.
15 мая 2016 года вышла первая за долгое время комедия с участием Рассела — фильм «Славные парни». Комедийный дуэт Кроу и Райана Гослинга был тепло встречен критиками и зрителями.
7 июня 2017 года в прокат вышел перезапуск «Мумии», в котором актёр играет роль доктора Джекилла.
10 марта 2017 года в интервью Entertainment Weekly режиссёр Ридли Скотт заявил, что всерьёз рассматривает возможность снять продолжение «Гладиатора», так как знает, как воскресить Максимуса. По словам режиссёра, он уговаривает Кроу вернуться к роли римского генерала, ставшего гладиатором. В своё время уже появлялась информация о начале разработки сиквела «Гладиатора», даже озвучивалось рабочее название проекта «Гладиатор 2: Убийца Христа». Но дальше прототипа сценария, по которому Максимуса оживляют римские боги, и он отправляется на поля самых кровопролитных войн в истории человечества, дело не пошло.
Весной 2019 года в прокат вышел фильм «Стёртая личность», снятый по одноимённой автобиографической книге Гаррарда Конли. Актёр исполнил в ленте роль баптистского пастора. Его жену, в свою очередь, сыграла Николь Кидман, а сына — Лукас Хеджес. В конце июня на кабельном телеканале Showtime состоялась премьера драматического мини-сериала с Расселом Кроу в главной роли «Самый громкий голос». Этот сериал посвящен Роджеру Айлзу и созданному им телеканалу Fox News.
В феврале 2020 года в прокате стартовал биографический вестерн «Подлинная история банды Келли», основанный на романе Питера Кэри, принесшем автору вторую Букеровскую премию. Фильм рассказывает о жизни знаменитого грабителя и «благородного разбойника» Неда Келли. Как и Нед, Кроу — гражданин Австралии. Помимо него в фильме сыграли Джордж Маккей, Чарли Ханнэм, Николас Холт и другие.
В августе 2020 года состоялась мировая премьера фильма «Неистовый» с Кроу в главной роли. Актёр сыграл в триллере водителя, который приходит в ярость, когда незнакомая ему женщина (Карен Писториус) подрезает его на светофоре.

## Личная жизнь
С 2003 по 2012 год был женат на Даниэль Спенсер. У них двое сыновей — Чарльз Спенсер-Кроу (21.12.2003) и Теннисон Спенсер-Кроу (07.07.2006).

## Фильмография

### Актёрские работы
| Год  |     | Русское название                              | Оригинальное название                                        | Роль                              |
| ---- | --- | --------------------------------------------- | ------------------------------------------------------------ | --------------------------------- |
| 1972 | с   | —                                             | Spyforce                                                     | сирота                            |
| 1977 | с   | Молодые врачи                                 | The Young Doctors                                            | Рассел                            |
| 1987 | с   | —                                             | Rafferty’s Rules                                             | Бобби Джарвис                     |
| 1987 | с   | Соседи                                        | Neighbours                                                   | Кенни Ларкин                      |
| 1988 | с   | —                                             | Living with the Law                                          | Гэри Хардинг                      |
| 1990 | ф   | Кровавая клятва                               | Blood Oath                                                   | лейтенант Корбетт                 |
| 1990 | ф   | Перекресток                                   | The Crossing                                                 | Джонни                            |
| 1991 | с   | —                                             | Acropolis Now                                                | Дэнни О’Брайн                     |
| 1991 | ф   | Доказательство                                | Proof                                                        | Энди                              |
| 1991 | с   | Невесты Христа                                | Brides of Christ                                             | Доминик Мэлоуни                   |
| 1992 | ф   | Специалист по эффективности                   | Spotswood                                                    | Ким Берри                         |
| 1992 | с   | Полицейский отряд спасения                    | Police Rescue                                                | констебль Том «Бомбер» Янг        |
| 1992 | ф   | Бритоголовые                                  | Romper Stomper                                               | Хэндо                             |
| 1992 | с   | Позднее шоу                                   | The Late Show                                                | Шерти, слегка агрессивный медведь |
| 1993 | ф   | Молоты над наковальней                        | Hammers Over the Anvil                                       | Ист Дрисколл                      |
| 1993 | ф   | Любовь в ритме лимбо                          | Love in Limbo                                                | Артур Баскин                      |
| 1993 | ф   | Серебряный ветер                              | The Silver Brumby                                            | мужчина                           |
| 1993 | ф   | Мгновения любви                               | For the Moment                                               | Лаклан                            |
| 1994 | ф   | Чего мы стоим в жизни                         | The Sum of Us                                                | Джефф Митчелл                     |
| 1995 | ф   | Быстрый и мёртвый                             | The Quick and the Dead                                       | Корт                              |
| 1995 | ф   | Нет пути назад                                | No Way Back                                                  | агент ФБР Зак Грант               |
| 1995 | ф   | Виртуозность                                  | Virtuosity                                                   | Сид 6.7                           |
| 1995 | ф   | Магия                                         | Rough Magic                                                  | Алекс Росс                        |
| 1996 | кор | —                                             | The Spell of the Yukon                                       | чтец                              |
| 1997 | ф   | Секреты Лос-Анджелеса                         | L.A. Confidential                                            | Уэнделл «Бад» Уайт                |
| 1997 | ф   | Небеса в огне                                 | Heaven’s Burning                                             | Колин                             |
| 1997 | ф   | На грани разрыва                              | Breaking Up                                                  | Стив                              |
| 1999 | ф   | Тайна Аляски                                  | Mystery, Alaska                                              | Джон Байб                         |
| 1999 | ф   | Свой человек                                  | The Insider                                                  | Джеффри С. Уайганд                |
| 2000 | ф   | Гладиатор                                     | Gladiator                                                    | Максимус                          |
| 2000 | ф   | Доказательство жизни                          | Proof of Life                                                | Терри Торн                        |
| 2001 | ф   | Игры разума                                   | A Beautiful Mind                                             | Джон Нэш                          |
| 2003 | ф   | Хозяин морей: На краю земли                   | Master and Commander: The Far Side of the World              | капитан Джек Обри                 |
| 2005 | ф   | Нокдаун                                       | Cinderella Man                                               | Джим Брэддок                      |
| 2006 | ф   | Хороший год                                   | A Good Year                                                  | Макс Скиннер                      |
| 2007 | ф   | Поезд на Юму                                  | 3:10 to Yuma                                                 | Бен Уэйд                          |
| 2007 | ф   | Гангстер                                      | American Gangster                                            | Ричи Робертс                      |
| 2008 | ф   | Совокупность лжи                              | Body of Lies                                                 | Эд Хоффман                        |
| 2009 | ф   | Нежность                                      | Tenderness                                                   | лейтенант Кристофоро              |
| 2009 | ф   | Большая игра                                  | State of Play                                                | Кэл Макэффри                      |
| 2010 | ф   | Робин Гуд                                     | Robin Hood                                                   | Робин Лонгстрайд / Робин Гуд      |
| 2010 | ф   | Три дня на побег                              | The Next Three Days                                          | Джон Бреннан                      |
| 2012 | с   | Дело Дойлов                                   | Republic of Doyle                                            | Бойд Келли                        |
| 2012 | ф   | Железный кулак                                | The Man with the Iron Fists                                  | Джек Нож                          |
| 2012 | ф   | Отверженные                                   | Les Miserables                                               | инспектор Жавер                   |
| 2013 | ф   | Город порока                                  | Broken City                                                  | мэр Николас Хостетлер             |
| 2013 | ф   | Человек из стали                              | Man of Steel                                                 | Джор-Эл                           |
| 2014 | ф   | Любовь сквозь время                           | Winter’s Tale                                                | Пёрли Сомс                        |
| 2014 | ф   | Ной                                           | Noah                                                         | Ной                               |
| 2014 | ф   | Искатель воды                                 | The Water Diviner                                            | Джошуа Коннор                     |
| 2015 | ф   | Отцы и дочери                                 | Fathers and Daughters                                        | Джейк Дэвис                       |
| 2016 | ф   | Славные парни                                 | The Nice Guys                                                | Джексон Хили                      |
| 2017 | ф   | Мумия                                         | The Mummy                                                    | доктор Генри Джекилл              |
| 2017 | ф   | Машина войны                                  | War Machine                                                  | Боб Уайт                          |
| 2017 | кор | Данди: Сын легенды возвращается домой         | Tourism Australia: Dundee — The Son of a Legend Returns Home | Джей Пи Стил                      |
| 2018 | ф   | Стёртая личность                              | Boy Erased                                                   | Маршалл Имонс                     |
| 2019 | с   | Самый громкий голос                           | The Loudest Voice                                            | Роджер Айлз                       |
| 2019 | ф   | Подлинная история банды Келли                 | True History of the Kelly Gang                               | Гарри Пауэр                       |
| 2020 | ф   | Неистовый                                     | Unhinged                                                     | Мужчина                           |
| 2022 | ф   | Боец: король ринга                            | Prizefighter: The Life of Jem Belcher                        | Джек Слэк                         |
| 2022 | ф   | Тор: Любовь и гром                            | Thor: Love and Thunder                                       | Зевс                              |
| 2022 | ф   | За пивом!                                     | Greatest Beer Run Ever                                       | Коутс                             |
| 2022 | ф   | Покерфейс                                     | Poker Face                                                   | Джек Фоули                        |
| 2023 | ф   | Экзорцист Ватикана                            | The Pope's Exorcist                                          | Габриэль Аморт                    |
| 2024 | ф   | Территория зла                                | Land of Bad                                                  | капитан Эдди «Рипер» Грим         |
| 2024 | ф   | Крейвен-охотник                               | Kraven the Hunter                                            | Николай Кравинов                  |
| 2024 | ф   | Спящие псы                                    | Sleeping Dogs                                                | Рой Фримен                        |
| 2024 | ф   | Экзорцизм                                     | The Exorcism                                                 | Энтони Миллер                     |
| 2026 | ф   | Зверь во мне (постпроизводство)               | Beast in Me                                                  | тренер Сэмми                      |
|      | ф   | Страна медведей (постпроизводство)            | Bear Country                                                 | Марко Капак                       |
|      | ф   | Шпион на миллиард долларов (постпроизводство) | Billion Dollar Spy                                           | Адольф Толкачёв                   |
|      | ф   | Нюрнберг (постпроизводство)                   | Nuremberg                                                    | Герман Геринг                     |
|      | ф   | Унабом (постпроизводство)                     | Unabom                                                       | Генри Мюррей                      |

### Режиссёрские работы
- 2014 — Искатель воды / The Water Diviner
- 2022 — Покерфейс

## Награды и номинации
| Премия                              | Год  | Фильм                         | Категория                                       | Результат |
| ----------------------------------- | ---- | ----------------------------- | ----------------------------------------------- | --------- |
| «Оскар»                             | 2000 | «Свой человек»                | Лучшая мужская роль                             | Номинация |
| «Оскар»                             | 2001 | «Гладиатор»                   | Лучшая мужская роль                             | Победа    |
| «Оскар»                             | 2002 | «Игры разума»                 | Лучшая мужская роль                             | Номинация |
| «Золотой глобус»                    | 2000 | «Свой человек»                | Лучшая мужская роль — драма                     | Номинация |
| «Золотой глобус»                    | 2001 | «Гладиатор»                   | Лучшая мужская роль — драма                     | Номинация |
| «Золотой глобус»                    | 2002 | «Игры разума»                 | Лучшая мужская роль — драма                     | Победа    |
| «Золотой глобус»                    | 2004 | «Хозяин морей: На краю Земли» | Лучшая мужская роль — драма                     | Номинация |
| «Золотой глобус»                    | 2006 | «Нокдаун»                     | Лучшая мужская роль — драма                     | Номинация |
| «Золотой глобус»                    | 2020 | «Самый громкий голос»         | Лучшая мужская роль — мини-сериал или телефильм | Победа    |
| BAFTA                               | 2000 | «Свой человек»                | Лучшая мужская роль                             | Номинация |
| BAFTA                               | 2001 | «Гладиатор»                   | Лучшая мужская роль                             | Номинация |
| BAFTA                               | 2002 | «Игры разума»                 | Лучшая мужская роль                             | Победа    |
| «Выбор критиков»                    | 2000 | «Свой человек»                | Лучшая мужская роль                             | Победа    |
| «Выбор критиков»                    | 2001 | «Гладиатор»                   | Лучшая мужская роль                             | Победа    |
| «Выбор критиков»                    | 2002 | «Игры разума»                 | Лучшая мужская роль                             | Победа    |
| «Выбор критиков»                    | 2004 | «Хозяин морей: На краю Земли» | Лучшая мужская роль                             | Номинация |
| «Выбор критиков»                    | 2006 | «Нокдаун»                     | Лучшая мужская роль                             | Номинация |
| «Выбор критиков»                    | 2013 | «Отверженные»                 | Лучший актёрский состав                         | Номинация |
| «Выбор критиков»                    | 2020 | «Самый громкий голос»         | Лучшая мужская роль — мини-сериал или телефильм | Номинация |
| «Сатурн»                            | 2001 | «Гладиатор»                   | Лучшая мужская роль                             | Номинация |
| «Спутник»                           | 1998 | «Секреты Лос-Анджелеса»       | Лучшая мужская роль — драма                     | Номинация |
| «Спутник»                           | 2000 | «Свой человек»                | Лучшая мужская роль — драма                     | Номинация |
| «Спутник»                           | 2001 | «Гладиатор»                   | Лучшая мужская роль — драма                     | Номинация |
| «Спутник»                           | 2002 | «Игры разума»                 | Лучшая мужская роль — драма                     | Номинация |
| «Спутник»                           | 2012 | «Отверженные»                 | Лучший актёрский состав                         | Победа    |
| «Спутник»                           | 2019 | «Стёртая личность»            | Лучшая мужская роль второго плана               | Номинация |
| «Спутник»                           | 2019 | «Самый громкий голос»         | Лучшая мужская роль — мини-сериал или телефильм | Номинация |
| Национальный совет кинокритиков США | 1999 | «Свой человек»                | Лучшая мужская роль                             | Победа    |
| Национальный совет кинокритиков США | 2012 | «Отверженные»                 | Лучший актёрский состав                         | Победа    |
| Премия Гильдии киноактёров США      | 1998 | «Секреты Лос-Анджелеса»       | Лучший актёрский состав                         | Номинация |
| Премия Гильдии киноактёров США      | 2000 | «Свой человек»                | Лучшая мужская роль                             | Номинация |
| Премия Гильдии киноактёров США      | 2001 | «Гладиатор»                   | Лучшая мужская роль                             | Номинация |
| Премия Гильдии киноактёров США      | 2001 | «Гладиатор»                   | Лучший актёрский состав                         | Номинация |
| Премия Гильдии киноактёров США      | 2002 | «Игры разума»                 | Лучшая мужская роль                             | Победа    |
| Премия Гильдии киноактёров США      | 2002 | «Игры разума»                 | Лучший актёрский состав                         | Номинация |
| Премия Гильдии киноактёров США      | 2006 | «Нокдаун»                     | Лучшая мужская роль                             | Номинация |
| Премия Гильдии киноактёров США      | 2008 | «Гангстер»                    | Лучший актёрский состав                         | Номинация |
| Премия Гильдии киноактёров США      | 2008 | «Поезд на Юму»                | Лучший актёрский состав                         | Номинация |
| Премия Гильдии киноактёров США      | 2013 | «Отверженные»                 | Лучший актёрский состав                         | Номинация |
| Премия Гильдии киноактёров США      | 2020 | «Самый громкий голос»         | Лучшая мужская роль — мини-сериал или телефильм | Номинация |